# 三円小説
『三円小説』（さんえんしょうせつ）とは、原田たけしによる日本の短編小説である。タイトルは 1話3円、10秒で読めることに由来している。 
金風舎（本社：東京都新宿区、代表者：香月登）より、第1弾は2020年3月1日に、第2弾『三円小説2 10秒後に喜怒哀楽』は2022年3月1日に出版された。

## 執筆背景
徳島の地域情報誌『あわわ』編集長だった原田は独立後、2001年に、全国初の月刊地域密着型育児フリーペーパー『ワイヤーママ』を創刊。2014年11月、絵本デビュー作『小学生のボクは、鬼のようなお母さんにナスビを売らされました。』はAmazon総合ランキングで1位に輝く。その後出版した絵本『ししゃもねこ:序』も人気を博す。
2018年に作家1本で立とうと決め『ワイヤーママ』を譲渡。しかし当時、特に計画があったわけではなかった。たまたまInstagramやTwitterで、超短編小説を発見。「映え」の文化の中で「字」だけのものがあるのかと驚く。最初は見る側だったが、途中で「これは書ける」と思い、執筆開始。
2019年1月よりハンドルネームスダチとして、インスタグラムに投稿を始めた超短編小説が2021年7月時点で“累計32万いいね”を獲得するなど話題となり、書籍化に至った。
2020年3月、それら短編を300話にまとめた『三円小説』家として文壇デビューを飾り、“令和の星新一”と呼ばれる。
2021年3月には、第2弾『三円小説2 10秒後に喜怒哀楽』を発売。新たに書き下ろした300話に加え、既刊の『三円小説』より100話を選び、「こぼれ話」として解説を付した。表紙イラストには、国語の教科書などで著名なイラストレーターのげみを起用。

## 『三円小説』三箇条
『三円小説』の基本的な定義は「三箇条」として公式サイト、『三円小説』『三円小説２　10秒で喜怒哀楽』の冒頭にまとめられている。

### 1. 三円小説とは、
活字嫌いの人が「嫌い！ 」と感じる前に読み終える一瞬の物語。すなわち1話10秒前後で読める超・短編小説のことを言い、決して〝三文小説〟とは意味を異にする。

### 2. 三円小説とは、
恋愛、推理、SF、ミステリー、歴史物、ホラー、ファンタジー、社会風刺、ブラック、エロティシズム、BL、百合、パロディ等々、ジャンルを問わず様々な料理を飾らず提供・・・すなわち〝文学食わず嫌い〟のための大衆食堂であり、決して高級料亭ではない。

### 3. 三円小説とは、
1話3円の値段設定・・・すなわち300/400話収録なので定価900/ 1200円(税別)という文学界初?の明朗会計に挑戦するプロジェクト名でもある。

## 特徴
インスタグラムの投稿から生まれた『三円小説』個々のストーリーは、バラエティに富み、「喜怒哀楽」が凝縮している。活字離れが懸念される小学生からお年寄りまで幅広く支持を得られた。10秒で味わえる純文学とも言える。それを踏まえ、第2弾ではサブタイトルに「10秒で喜怒哀楽」と挿入された。
著者の原田は「チャンネルを変えるだけで、ありとあらゆるジャンルのネタが拾える。インターネットだと、AIが優秀過ぎて『求めているもの』しか出てこない(笑)。テレビの雑多な点こそ、偶然のネタの宝庫。」と、アイディアの源泉は「テレビのザッピング」だと話している。

## 『三円小説』プロジェクト
『三円小説』第1弾あとがきによれば、昨今では音楽業界は1曲いくらと価格がつけられ（あるいはサブスクで）、1曲ずつダウンロードができる時代になってきたが、出版業界では「再版制度の功罪により、100年近く「何となく」決められているのが本の価格ではないだろうか？」という。「世にある商品は必ず“市場の原理”により価格が決められている」。「“市場原理”に寄り添った音楽のように、文学もそうするべきだ」と感じるに至る。1話3円の根拠としては、「“三文小説”の“三文”は、現代の貨幣価値では約90円」であるから、そこから実績のないネームバリューと、1話がかなり短いので、読み応えという意味で、「3文の1/10」で算出したという。
なお、この会計の考え方は、読者に向けた価格としてのみではない。ツイッターで出会った作家陣のレベルの高さに驚嘆した原田が、「そんな作家陣らの隠れた才能を世に羽ばたかせるための器」としてこの『三円小説』を活用できるのではないかと考え、作家陣がそれぞれ執筆すれば、1話3円で販売でき、それなりの原稿料を得られる仕組みができるのではないかと目論んだ。また、『三円小説』を、創作し切磋琢磨するためのネット上のコミュニティとして位置づけできれば、将来才能がそこから飛び出す可能性も十分考えられるのでは考えたという。
『三円小説』プロジェクトとは、明朗会計故に、将来文学者として「メシを食う」ことのできる文学者を育て交流するための、ある種のプラットフォームとしての役割を持たせたものである。（「　　」内は『三円小説』あとがきから引用）

## 販売戦略
2020年3月に発売した『三円小説』は、Instagramからスタートした書籍ではあるが、敢えて電子出版はせず、紙の本として販売した。公式サイトでは、「100話立ち読み」を準備し、インターネットやSNSはあくまでも販売促進のために活用する。そのような考えの下、取り組みを歓迎する書店との直販を目指した。しかし、ようやく販売開始というところで、新型コロナウィルス感染症拡大による緊急事態宣言が発令され、書店営業中止を余儀なくされる。
『三円小説』は、インターネットから生まれ、インターネット上にてコミュニティを作っている。しかし著者の原田と出版社、金風舎では、紙の本として、全国のあらゆる書店で手にとってもらいたい、子供たちや、読書離れしている大人を本好きにしたい、という共通の思いがある。
彼らは、本には紙で読む楽しさがあり、どんなにデジタル化が進んだとしても、紙の本は無くならないと信じているという。そして、紙である以上、やはり書店に行って手に取ってみる、触れる経験が重要といった思いから、『三円小説』は電子出版せず、紙の本を所有する楽しみを提供することにこだわっている。
その後長引くコロナ禍を経、様々なものがリモートになり、オンラインになる中で、家族で過ごす時間が増え、紙の本を見直す動きが出てきた。2022年発売の『三円小説2』では、引き続き書店というリアルな出会いの場を大切にする姿勢を貫き、全国の書店に向けて委託販売ができる形をとっている。